# 即墨市第一实验小学
即墨市第一实验小学位于青岛市即墨区墨水河畔，是即墨知名小学。2013年，因古城拆迁，旧址停用。新址位于南关村旧址附近。

## 位置及设施
学校位于即墨区胜利街4号，墨水河畔，邮政编码：266200。学校有教学楼、办公楼、礼堂等设施。操场位于校外。

## 学校评价
即墨区内比较好的几所小学之一，但受所处地理位置的影响，很难继续扩张。其在小学教学中的地位，也严重受到即墨市第二实验小学的影响。

## 文献
1. ↑  即墨市志 下册 p531 isbn 978-7-80238-125-4
2. ↑  .   [2014-09-12]. （原始内容存档于2013-05-13）.
3. ↑  .   [2014-09-12]. （原始内容存档于2017-08-14）.